# NIC México
NIC México (Network Information Center México) o NIC.mx es la organización responsable de administrar el código territorial (Country Code Top Level Domain - ccTLD) .mx.

## Historia
NIC México nació en febrero de 1989 cuando el Instituto Tecnológico y de Estudios Superiores de Monterrey recibió la delegación del .mx.
• En octubre de 1993, NIC México en una reunión con los principales actores de las redes del país acordó crear los subdominios .com.mx, .gob.mx
• En octubre de 1995, se hace oficial la designación del ITESM, Campus Monterrey como NIC para México, con lo que se formaliza el trabajo que se había venido desarrollando desde 1989 
• En diciembre de 1995 se contaba con listas de correo y FTP anónimo; a finales de ese año había 326 nombres de dominio bajo .mx
• Posteriormente, en 1996 se creó el subdominio .EDU.MX y el registro de dominios directos bajo el .mx se cerró, quedando disponibles sólo las clasificaciones: .com.mx, .gob.mx, .edu.mx, .org.mx y .net.mx
• En agosto de 1998 se llega a los 10,000 nombres de dominio registrados.
• En agosto de 1998 NIC México surge como cofundador y representante interino de LACTLD, organización que agrupa a los dominios nacionales de Latinoamérica; asimismo, NIC México organiza en Monterrey la segunda reunión de DNSO, una de las organizaciones de soporte para ICANN, la corporación a cargo de la supervisión de los principales recursos de Internet.
• En el 2001 NIC México estableció el Comité Consultivo Externo, con el propósito de apoyar en la discusión de aspectos estratégicos y relevantes para la definición de políticas sobre el .mx.
• En julio del 2003, cambia la razón social de NIC México: Network Information Center México, S.C. NIC México robustece aún más su infraestructura tecnológica y se convierte en el primer ccTLD en desarrollar e implementar el esquema Shared Unicast (Anycast) en sus servidores secundarios, esquema utilizado en los Root Servers.
• Durante 2004 NIC México llega a los 100,000 nombres de dominio .MX registrados. Se lanza el primer programa de Distribuidores de NIC México.
• En 2007 se llega a los 200,000 nombres de dominio .mx registrados.
• En 2008 se alcanzan los 250,000 nombres de dominio .mx registrados.
• En febrero de 2009 NIC México celebra el 20 aniversario de los dominios .mx
• El 1 de mayo de 2009 inicia la reapertura oficial del registro de dominios directamente bajo .mx, Reapertura .mx
• En junio de 2009, NIC México alcanza los 300,000 nombres de dominios .mx registrados.
• En febrero de 2014 NIC México celebra el 25 aniversario de los dominios .mx

## Internacional
NIC México es miembro fundador de LACNIC y LACTLD.
NIC México es miembro fundador de Country Code Names Supporting Organization ccNSO, la cual forma parte de la estructura de ICANN